# Веселево (Тульская область)
Веселево — деревня в Заокском районе Тульской области России.
В рамках административно-территориального устройства входит в Страховский сельский округ Заокского района, в рамках организации местного самоуправления включается в Страховское сельское поселение.

## География
Расположен недалеко от реки Ока, в 11 км к северо-западу от райцентра — посёлка городского типа Заокский и в 70 км к северо-западу от Тулы.

## Население
| 2002 | 2010 |
| ---- | ---- |
| 6    | ↗169 |